# Gletscherbahn Kaprun 2
Gletscherbahn Kaprun 2 (německy Gletscherbahn Kaprun II) byla pozemní lanovka v rakouském Kaprunu, středisku zimních sportů v masivu Vysoké Taury. Byla postavena v roce 1974 a uzavřena roku 2000, kdy v jedné ze souprav uvnitř tunelu vypukl požár, při kterém zahynulo celkem 155 lidí.

## Popis

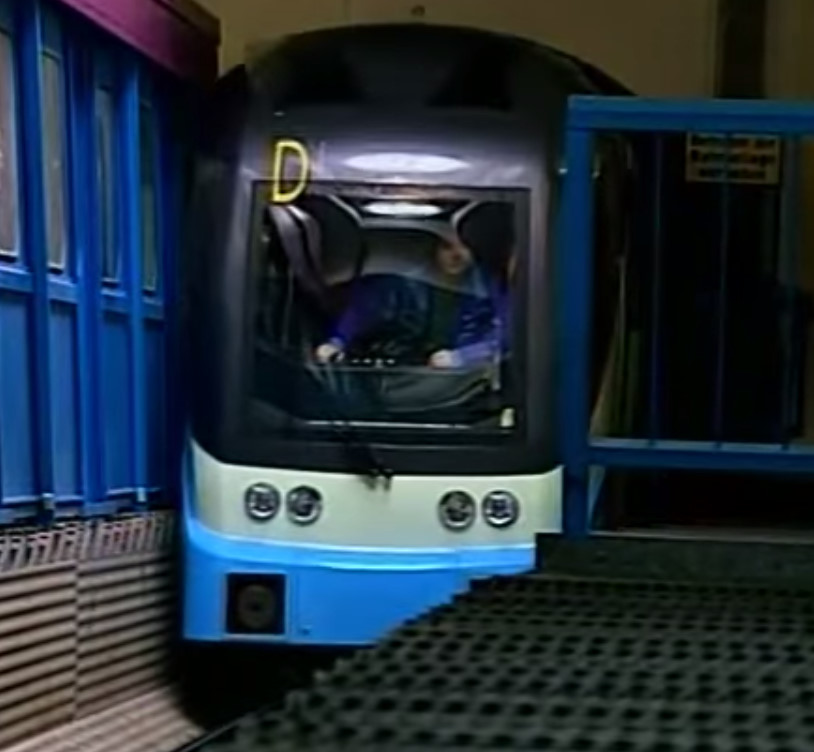
Vlaková souprava Gletscherbahn Kaprun 2 vjíždí do horní stanice.

Gletscherbahn Kaprun 2 (GBK 2) byla pozemní lanová dráha, která byla uvedena do provozu 23. března 1974 po přibližně dvou a půl letech výstavby. Vzhledem k prudkému nárůstu počtu návštěvníků již Gletscherbahn Kaprun 1 nestačila, a proto se v roce 1969 začala plánovat výstavba druhé lanovky. Navzdory vysokým nákladům na stavbu ve výši přibližně 197 milionů šilinků bylo rozhodnuto o výstavbě podzemní lanové dráhy, neboť mohla fungovat bez ohledu na počasí. Slavnostní položení základního kamene projektu se uskutečnilo 19. listopadu 1971, tunel byl hlouben převážně pomocí tunelovacího stroje a vrtné práce byly dokončeny zhruba po roce. Dne 21. března 1974 bylo vydáno povolení k provozu tehdy největší lanové dráhy na světě – první den provozu nového systému nastal 23. března 1974 po ukončení zkušebního provozu.
Dráha měla délku přibližně 3 900 metrů, přičemž prvních 625 metrů vedlo přes ocelový most k portálu tunelu, čistá délka tunelu činila 3286 metrů. Průměrný sklon byl 411,4 ‰, maximální sklon 500 ‰. Pohon systému – 2 elektromotory, každý o výkonu 800 kW – byl umístěn v horní stanici, zatímco napínací systém kabelů o hmotnosti 13 tun byl umístěn ve spodní stanici. Stavbu zajišťovaly společnosti Waagner-Biro, Elin, Swoboda a Siemens.
Oba vlaky byly trvale spřažené dvouvozové jednotky a nesly názvy „Gletscherdrachen“ a „Kitzsteingams“, které jezdily na neobvyklém rozchodu 946 milimetrů. Každá jednotka byla dlouhá 29 metrů a šířka vozu činila 1,80 metru. Jedna vlaková souprava dokázala přepravit až 180 osob z dolní stanice do Alpincenter (47° 12′ 31″ s. š., 12° 41′ 20″ v. d.) za přibližně 8,5 minuty. Alpincenter se nachází v nadmořské výšce 2 450 m. Maximální rychlost dosahovala 10 m/s (36 km/h). Přepravní kapacita systému tedy byla 1240 cestujících za hodinu. V roce 1994 byly obnoveny a modernizovány vlakové soupravy. Až do vypuknutí požáru bylo přepraveno přibližně 18 milionů osob a zařízení tak bylo považováno za lanovku s největším počtem cestujících v Rakousku.
Lanovka byla jednokolejná s výhybkou Abt uprostřed trati. V oblasti průjezdního bodu se nacházela prostřední stanice „Breitriesenalpe“, kam bylo možno dojet i na lyžích. Pod Salzburger Hütte končila sjezdovka před 650 m dlouhým přístupovým tunelem, jenž byl na jedné straně vybaven umělou sjezdovkou pro lyžaře a umožňoval přístup k nástupišti s lyžemi na nohou. Když byla lanovka po požáru v roce 2000 uzavřena, nemohl být tunel nadále využíván.
Poslední oficiální hlavní kontrola proběhla v červnu 1997, poslední generální oprava v září 2000.

## Katastrofa a ukončení provozu
Při požáru ze dne 11. listopadu 2000 zemřelo na následky uhoření či vdechnutí kouře 155 lidí, včetně strojvedoucího a turisty v protijedoucím vlaku a tří lidí v horní stanici. Tunel byl ještě nějakou dobu používán pro přepravu materiálu, ale poté byl trvale uzavřen. Stále jím vede zásobovací a odpadní potrubí z Alpincenter. Poté, co v roce 2014 vypršela koncese na provoz zařízení, byly všechny části dolní stanice a 600 m dlouhý ocelový most definitivně demontovány. Horní stanice je nyní využívána jako sklad. V blízkosti zbourané dolní stanice byl postaven památník.

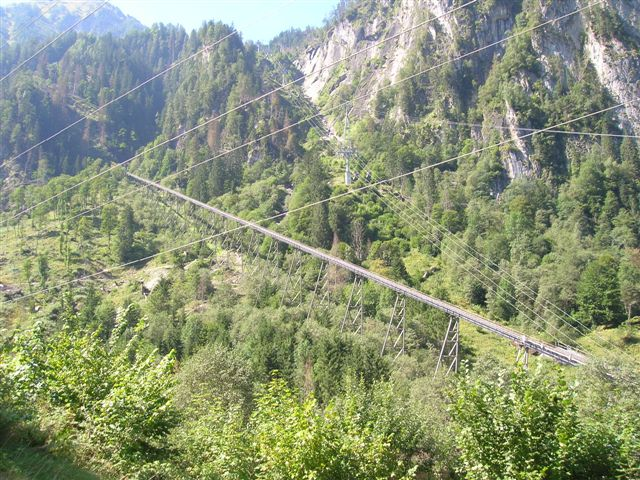
Viadukt pozemní dráhy v roce 2005.